# ОШ „Први мај” Трупале
ОШ „Први мај” Трупале је једна од установа основног образовања на територији градске општине Црвени крст града Ниша.

## Историјат школе
Основна школа у селима Трупале и Вртиште почела је са радом 1922. године са 55 ученика у Трупалу и 36 ученика у Вртишту од 1. до 4. разреда, у просторијама општинских зграда, а касније у новоподигнутим школским објектима. Прва учитељица била је Љубица Богићевић, а затим учитељ Миленко Живковић. Учитељ Никола Поповић, који је после њих радио са женом Загорком, био је због напредних идеја на изборима 1936. године, пребачен у неко планинско место. Поменутог учитеља заменио је Чеда Миловановић. 
Године 1944. општинска зграда, у којој је радила школа, запаљена је због ратних дејстава па је школа наставила је са радом у горњој згради. Након завршетка Другог светског рата, с обзиром да је школска зграда у Трупалу била срушена у бомбардовању, настава од 1. до 8. разреда извођена је у Вртишту, а након адаптације Задружног дома 1953. године настава је пребачена у Трупале. Због рада у веома тешким просторним и техничким условима, изграђен је нови школски објекат који је усељен марта 1999. године.
Школа чува оригинална документа о упису ученика од 1922. године па надаље и разредне књиге што пружа интересантан увид у начин вођења наставе у различитим друштвено-историјским периодима. 

## Школа данас
Поред матичне школе у Трупалу, постоји и издвојено одељење у месту Вртиште. Наставу похађа око 220 ученика распоређених у 12 одељења и о њима брине око 40 запослених. Настава се одвија у седам класичних учионица, једној просторији немењеној предшколском узрасту и балон сали. Страни језици који се уче у школи су руски и енглески језик.